# Ixora effusa
Ixora effusa är en måreväxtart som beskrevs av Woon Young Chun och Foon Chew How. Ixora effusa ingår i släktet Ixora och familjen måreväxter. Inga underarter finns listade i Catalogue of Life.